# الغبیر
الغبیر یک منطقهٔ مسکونی در سودان است که در کردفان شمالی واقع شده‌است.